# Narita International Airport
Narita International Airport (成田国際空港 Narita Kokusai Kūkō) er Japans mest benyttede internationale lufthavn. Den er beliggende ca. 57,5 km øst for Tokyo Station i Tokyo og ca. 7 km øst-sydøst for Narita Station i byen Narita.
Narita Airport håndterede i 2007 35.478.146 passagerer. Det er den næst travleste lufthavn i Japan (efter Haneda Airport), den travleste luftfragtforbindelse i Japan, og verdens niende travleste luftfragtforbindelse. Det er den væsentligste internationale forbindelse for de japanske flyselskaber Japan Airlines, All Nippon Airways, Nippon Cargo Airlines, Jetstar Japan og AirAsia Japan. 
Lufthavnen var kendt som New Tokyo International Airport (新東京国際空港 Shin-Tōkyō Kokusai Kūkō) indtil 2004, men blev almindeligvis kaldt for "Tokyo Narita" selv før den officielt skiftede navn for at differentiere sig fra Tokyo International Airport, almindeligvis kaldet "Tokyo Haneda."

## Historie
Lufthavnen blev indviet 20. maj 1978, hvilket var syv år senere end planlagt, bl.a. pga. omfattende protester fra borgergrupper. Den første planlægning blev udarbejdet i 1962 og en samlet plan var færdig i 1966. Lufthavnens terminal 2 åbnede i december 1992, mens landingsbane nr. 2 åbnede 17. april 2002. I 2009 blev landingsbane nr. 2 udvidet fra 2180 m til 2500 m.